# 盤足龍科
盤足龍科（Euhelopodidae）是蜥腳下目巨龍形類多孔椎龙类的一科。在1956年，阿爾弗雷德·羅默（Alfred Sherwood Romer）建立盤足龍科，當時包含一些發現於中國的蜥腳類恐龍，例如：盤足龍、嘉裕龍、峨嵋龍、天山龍。除此之外，馬門溪龍有時被歸類於盤足龍科，或者是馬門溪龍科。但是，目前對中國的侏羅紀與白堊紀蜥腳類恐龍所知甚少，且大多都沒有經過妥善的分類，因此沒有共識牠們是否形成一個演化支，目前無法確定盤足龍科是否僅包含盤足龍屬、或是其他屬。
在2012年，Michael D'Emic首次提出盤足龍科的種系發生學定義，範圍是在新蜥腳類之中，親緣關係接近於師氏盤足龍，而離南方內烏肯龍較遠的所有物種。根據這個定義，盤足龍科目前包含：盤足龍、橋灣龍、大夏巨龍、長生天龍、怪味龍、布萬龍等屬。